# Groupe de travail chrétien-national
Le Groupe de travail chrétien-national (ChrNA) était un groupe parlementaire qui a brièvement existé pendant la 4e législature du Reichstag de la République de Weimar. Il a été fondé le 14 décembre 1929, et a existé jusqu'à la dissolution du Reichstag le 18 juillet 1930.
Après que certains membres du groupe du Parti populaire national allemand (DNVP) au Reichstag aient refusé de soutenir leur chef de parti, Alfred Hugenberg, lors du vote sur le projet de "loi contre l'esclavage du peuple allemand", dans le cadre du référendum contre le Plan Young, ils furent menacés d'expulsion. En conséquence, les 3 et 4 décembre 1929, 12 députés quittèrent le groupe du DNVP, et formèrent le Groupe de travail national allemand.
Peu de temps après, ces députés se sont associés aux neuf membres jusqu'alors indépendants du Parti chrétien-national des paysans et des fermiers pour former le Groupe de travail national-chrétien, afin d'obtenir le minimum requis pour s'organiser en groupe parlementaire (au moins 15 mandats). En mars 1930, l'ancien député DNVP Wilhelm Mönke rejoignit le groupe, qui comptait alors 22 membres.
Le chef du groupe parlementaire était Hans-Erdmann von Lindeiner-Wildau.
Les membres du groupe participèrent plus tard à la fondation de divers partis, tels que le Parti populaire conservateur et le Service populaire chrétien-social.